# 袁應陽
袁應陽（1553年—1591年），字道饒，號明菴，直隸蘇州府常熟縣人，民籍，明朝政治人物。

## 生平
萬曆元年（1573年）癸酉科應天府鄉試第四名，萬曆十一年（1583年）癸未科會試第七十二名，登二甲第二十六名進士。工部觀政，丁憂，接丁父憂。十五年（1607年）授刑部主事，十七年升兵部员外郎，十九年卒。

## 家族
曾祖袁惠，曾任壽官；祖父袁國淳；父袁端，曾任壽官。母楊氏；繼母李氏。